# أنغوس ويلتون ماكلين
أنغوس ويلتون ماكلين (بالإنجليزية: Angus Wilton McLean)‏ (و. 1870 – 1935 م) هو سياسي من الولايات المتحدة الأمريكية ولد في مقاطعة روبسون (كارولاينا الشمالية).
وهو عضو في الحزب الديمقراطي الأمريكي .

## التعليم
تعلم في جامعة ولاية كارولينا الشمالية في تشابل هيل.